# Eve Kosofsky Sedgwick

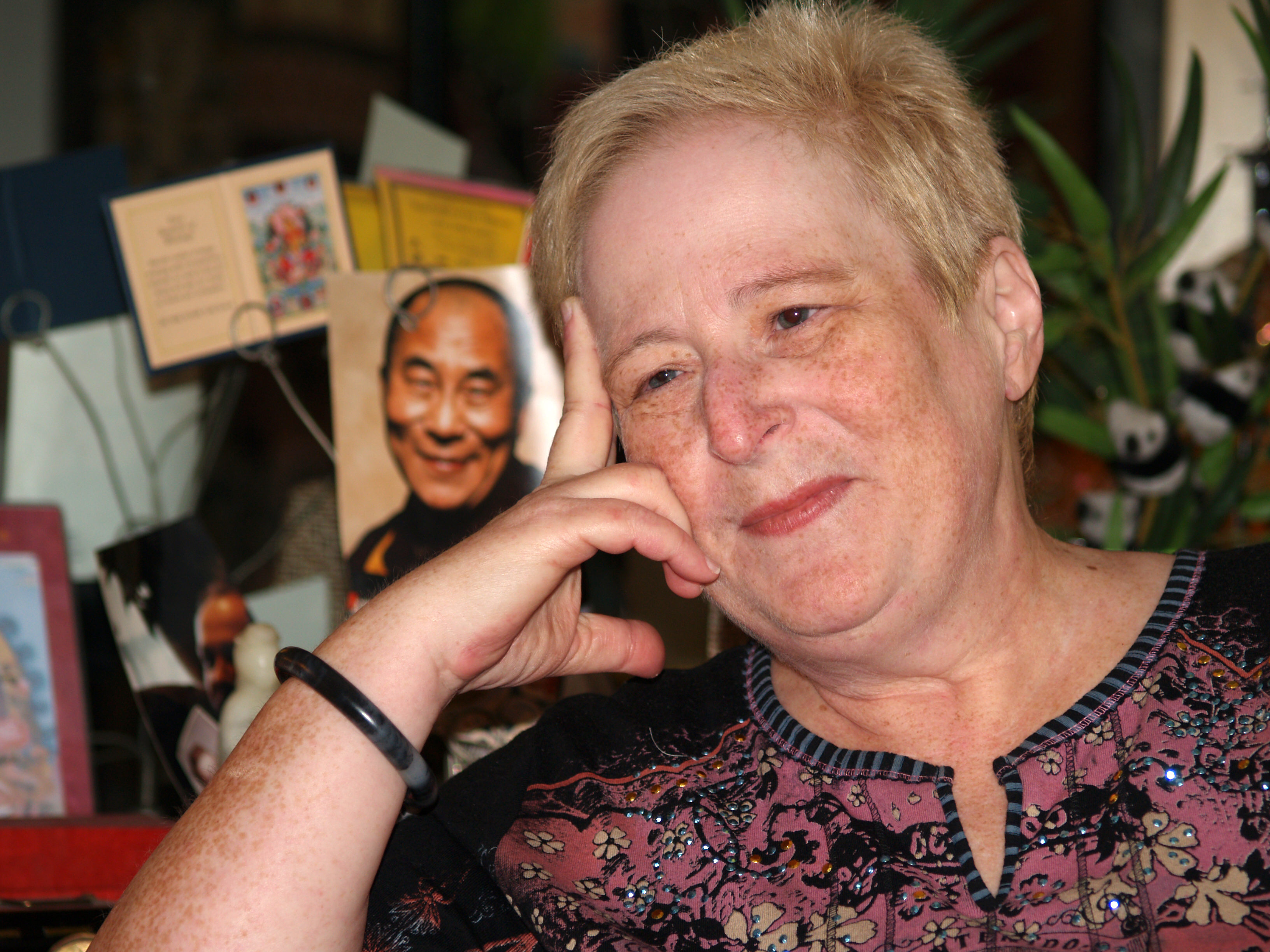
Sedgwick 2007

Eve Kosofsky Sedgwick (* 2. Mai 1950 in Dayton, Ohio; † 12. April 2009) war eine der wichtigsten US-amerikanischen Theoretikerinnen im Hinblick auf Gender Studies und Queer-Theory. Ihre Arbeit wurde von Feminismus, Marxismus und Dekonstruktivismus bzw. Poststrukturalismus beeinflusst.

## Leben
Sedgwick promovierte im Jahre 1975 an der Yale University. Sie unterrichtete Literatur am Hamilton College, an der Boston University, dem Amherst College und dem Dartmouth College und war Newman Ivey White Professor an der Duke University. Zuletzt gab sie Kurse in englischer Philologie am CUNY Graduate Center in New York City.
Bei Sedgwick wurde 1991 Brustkrebs diagnostiziert, woraufhin sie das Buch A Dialogue on Love schrieb, das sich mit ihren Gedanken an den Tod, ihrer Depression und ihrer Unsicherheit über ihre geschlechtliche Identität während der Chemotherapie und der Brustamputation befasst.
Im Jahr 2005 wurde sie in die American Academy of Arts and Sciences und 2006 in die American Philosophical Society gewählt.

## Arbeit
Sedgwicks Bücher gelten als grundlegend für die Queer Theory. Übersetzungen ihrer Texte ins Deutsche sind noch immer rar. Ihre wichtigsten Bücher sind Between Men: English Literature and Male Homosocial Desire und Epistemology of the Closet. Ihre Arbeit kann als ein Versuch der Herausarbeitung verstanden werden, wie männliche Homophobie die moderne westliche Kultur geformt hat, namentlich hinsichtlich der Konzepte von Sexualität, Intimität, Familie und Geschlechterrollen.
Performative Äußerungen

Eine der Annahmen Sedgwicks ist, dass scheinbar nicht-performative Aussprüche dennoch performativer Natur sein können, insbesondere solche mit homophoben oder anti-homophoben Effekten. Die demgemäß vorhandene Wirkungsmacht dieser Äußerungen offenbart nicht allein implizite Thesen über die Welt, sondern hilft diese durchzusetzen, zu hypostasieren und zu bekräftigen, wodurch bestehende Wertesysteme gestützt, Minderheiten unterdrückt und Machtverhältnisse gestärkt werden. Sedgwick postuliert im Speziellen, dass auf gesellschaftlicher Ebene eine scheinbar simple Etikettierung als „normal“ oder „abnormal“ normative Effekte nach sich zieht.

## Werke
- Between Men – English Literature and Male Homosocial Desire. Columbia Univ. Press, New York 1985, ISBN 0-231-08273-8.
- A Dialogue on Love. 2000, ISBN 0-8070-2923-8.
- Epistemology of the Closet. Harvester Wheatsheaf, Hemel Hempstead 1991, ISBN 0-520-07874-8.
- Fat Art, Thin Art. 1995, ISBN 0-8223-1501-7.
- Shame and its sisters. Duke Univ. Press, Durham 1995, ISBN 0-8223-1694-3.
- Tendencies. Routledge, London 1994, ISBN 0-415-10815-2.
- Touching Feeling – Affect, Pedagogy, Performativity. Duke Univ. Press, Durham 2003, ISBN 0-8223-3028-8.

Übersetzungen ins Deutsche
- Epistemologie des Verstecks. In: Andreas Kraß (Hrsg.): Queer Denken. 2003, ISBN 3-518-12248-7.
- Das Tier in der Kammer: Henry James und das Schreiben homosexueller Angst. In: Barbara Vinken (Hrsg.): Dekonstruktiver Feminismus. Literaturwissenschaft in Amerika. Frankfurt am Main 1992, S. 247–277, ISBN 3-518-11678-9.
- Queere Performativität. Henry James’ „The Art of the Novel“. In: Matthias Haase (Hrsg.): Outside. Die Politik queerer Räume. B_Books, Berlin 2005, S. 13–37, ISBN 3-933557-25-9.
- Eine Antwort auf C. Jacob Hale. In: Haase 2005, S. 146–148.